# Диполь Надененко

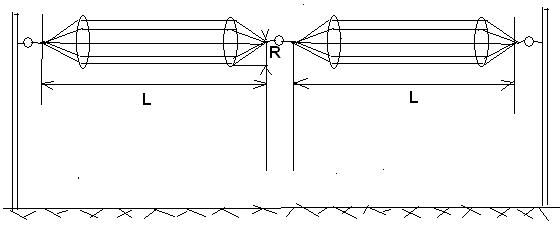
Диполь Надененко

Диполь Надененко — антенна коротких волн, представляющая собой симметричный вибратор, сконструированный из проводов, расположенных вдоль образующих цилиндра, подвешенный над поверхностью Земли на высоте, не меньшей одной четверти длины самой длинной волны диапазона. Преимуществом диполя Надененко перед симметричным вибратором из одиночного провода заключается в снижении в 2-3 раза волнового сопротивления, что обеспечивает расширение диапазона радиоволн. Диполь Надененко с длиной одного плеча диполя {\displaystyle L} удовлетворительно работает в диапазоне радиоволн с длиной от {\displaystyle 1,5\times L} до {\displaystyle 4\times L}. Изобретён С. И. Надененко в 1933 г.
Волновое сопротивление диполя Надененко подсчитывается по формуле:
{\displaystyle \rho =276(\lg {\frac {2\times l}{R_{e}}}-0,435),}
где: {\displaystyle L} — длина одного плеча диполя, {\displaystyle R_{e}=R{\sqrt[{n}]{\frac {n\times d}{R}}}} — эквивалентный радиус, {\displaystyle R} — радиус цилиндрической поверхности, на которой расположены провода диполя, {\displaystyle n} — число проводов в одном плече диполя, {\displaystyle d} — радиус проводов.